# Tondisaar
Tondisaar är en ö i Estland.   Den ligger i landskapet Tartumaa, i den södra delen av landet, 160 km sydost om huvudstaden Tallinn. Tondisaar ligger i sjön Võrtsjärv.